# 1954年下半期の市町村合併
1954年下半期の市町村合併（1954ねんしもはんきのしちょうそんがっぺい）では1954年7月から12月までに行われた日本の市町村合併の一覧を載せる。

## 7月
- 7月1日
  - 北海道紋別郡紋別町+上渚滑村+渚滑村=紋別市（新設/市制）
  - 北海道上川郡温根別村+士別町+上士別村+多寄村=士別市（新設/市制）
  - 北海道松前郡松前町+大島村+小島村+大沢村=松前郡松前町（新設）
  - 青森県南津軽郡黒石町+六郷村+中郷村+山形村+浅瀬石村=黒石市（新設/市制）
  - 青森県南津軽郡大鰐町+蔵舘町=南津軽郡大鰐町（新設）
  - 宮城県黒川郡粕川村+大谷村+大松沢村=黒川郡大郷村（新設）
  - 宮城県加美郡宮崎村+賀美石村=加美郡宮崎町（新設/町制）
  - 福島県白河市+西白河郡白坂村=白河市（編入）
  - 福島県耶麻郡塩川町+堂島村+姥堂村+駒形村=耶麻郡塩川町（新設）
  - 福島県耶麻郡+新郷村+奥川村+河沼郡野沢町+尾野本村+登世島村+睦合村+下谷村+群岡村+上野尻村+宝坂村=耶麻郡西会津町（新設）
  - 茨城県筑波郡豊村+小張村+谷井田村+三島村=筑波郡伊奈村（新設）
  - 栃木県那須郡武茂村+馬頭町+大内村+大山田村=那須郡馬頭町（新設）
  - 埼玉県行田市+北埼玉郡埼玉村=行田市（編入）
  - 埼玉県児玉郡本庄町+藤田村+仁手村+旭村+北泉村=本庄市（新設/市制）
  - 埼玉県比企郡松山町+大岡村+唐子村+高坂村+野本村=東松山市（新設/市制）
  - 埼玉県南埼玉郡春日部町+豊春村+武里村+北葛飾郡幸松村+豊野村=春日部市（新設/市制）
  - 埼玉県入間郡入間川町+入間村+堀兼村+奥富村+柏原村+水富村=狭山市（新設/市制）
  - 埼玉県北足立郡鴻巣町+箕田村+田間宮村+馬室村+北埼玉郡笠原村=北足立郡鴻巣町（新設）
  - 埼玉県北足立郡吹上町+小谷村=北足立郡吹上町（新設）
  - 埼玉県入間郡坂戸町+三芳野村+勝呂村+入西村+大家村=入間郡坂戸町（新設）
  - 埼玉県比企郡東吉見村+南吉見村+西吉見村+北吉見村=比企郡吉見村（新設）
  - 埼玉県南埼玉郡久喜町+太田村+江面村+清久村=南埼玉郡久喜町（新設）
  - 埼玉県北葛飾郡川辺村+南桜井村+富多村+宝珠花村=北葛飾郡庄和村（新設）
  - 千葉県千葉市+千葉郡犢橋村=千葉市（編入）
  - 千葉県安房郡鴨川町+東条村+西条村+田原村=安房郡鴨川町（新設）
  - 石川県金沢市+石川郡犀川村+内川村+湯涌谷村+安原村+額村=金沢市（編入）
  - 福井県大野郡大野町+下庄町+上庄村+乾側村+小山村+富田村+阪谷村+五箇村=大野市（新設/市制）
  - 山梨県東山梨郡山梨村+八幡村+岩手村+日下部町+後屋敷村+加納岩町+日川村=山梨市（新設/市制）
  - 長野県上伊那郡赤穂町+宮田町+中沢村+伊那村=駒ヶ根市（新設/市制）
  - 長野県下高井郡中野町+日野村+延徳村+平野村+長丘村+平岡村+高丘村+科野村+倭村=中野市（新設/市制）
  - 長野県北安曇郡大町+平村+常盤村+社村=大町市（新設/市制）
  - 長野県更級郡篠ノ井町+共和村=更級郡篠ノ井町（新設）
  - 長野県上水内郡鳥居村+神郷村=上水内郡豊野村（新設）
  - 岐阜県加茂郡富田村+加治田村=加茂郡富加村（新設）
  - 岐阜県恵那郡明知町+静波村=恵那郡明智町（新設）
  - 静岡県浜松市+浜名郡芳川村+飯田村+吉野村+三方原村=浜松市（編入）
  - 三重県四日市市+三重郡川島村+神前村+桜村+三重村+県村+八郷村+下野村+大矢知村+河原田村=四日市市（編入）
  - 兵庫県姫路市+飾磨郡八木村+糸引村+曽左村+余部村+揖保郡太市村=姫路市（編入）
  - 兵庫県三木市+美嚢郡志染村=三木市（新設）
  - 兵庫県加古郡高砂町+荒井村+印南郡曽根町+伊保村=高砂市（新設/市制）
  - 奈良県磯城郡桜井町の一部+宇陀郡榛原町+伊那佐村=宇陀郡榛原町（編入）
  - 鳥取県岩美郡田後村+東村+浦富町+蒲生村+岩井町+小田村+本庄村+大岩村+網代村=岩美郡岩美町（新設）
  - 鳥取県八頭郡智頭町+山郷村=八頭郡智頭町（編入）
  - 島根県周吉郡西郷町+東郷村+中条村+磯村=周吉郡西郷町（新設）
  - 岡山県津山市+苫田郡田邑村+一宮村+高田村+神庭村+高倉村+高野村+勝田郡河辺村+大崎村+広野村+滝尾村=津山市（編入）
  - 岡山県英田郡美作町+巨勢村=英田郡美作町（編入）
  - 熊本県八代市+八代郡郡築村=八代市（編入）
  - 熊本県天草郡牛深町+深海村+二浦村+魚貫村+久玉村=牛深市（新設/市制）
  - 熊本県天草郡高戸村+樋島村+大道村=天草郡龍ヶ岳村（新設）
- 7月5日
  - 新潟県柏崎市+刈羽郡荒浜村=柏崎市（編入）
  - 福井県武生市+今立郡北日野村+北新庄村の一部+南条郡王子保村=武生市（編入）
  - 福井県今立郡粟田部町+北新庄村の一部=今立郡粟田部町（編入）
- 7月6日
  - 千葉県千葉市+千葉郡幕張町=千葉市（編入）
- 7月7日
  - 新潟県燕市（羽黒・姥島・真木地区）+西蒲原郡小吉村+道上村=西蒲原郡中之口村（新設）
- 7月10日
  - 茨城県結城郡水海道町+豊岡村+菅原村+大花羽村+三妻村+五箇村+大生村+北相馬郡坂手村=水海道市（編入/市制）
  - 富山県中新川郡立山町+新川村=中新川郡立山町（編入）
  - 富山県下新川郡東山村+内山村+愛本村=下新川郡宇奈月町（新設/町制）
  - 岐阜県中津川市+恵那郡坂本村=中津川市（編入）
- 7月15日
  - 茨城県久慈郡太田町+機初村+西小沢村+幸久村+佐竹村+誉田村+佐都村=常陸太田市（編入/改称/市制）
  - 神奈川県平塚市+中郡旭村=平塚市（編入）
  - 神奈川県小田原市+足柄下郡豊川村=小田原市（編入）
  - 神奈川県津久井郡吉野町+小淵村+沢井村=津久井郡吉野町（新設）
  - 石川県珠洲郡飯田町+宝立町+正院町+上戸村+若山村+直村+三崎村+西海村+蛸島村=珠洲市（新設/市制）
  - 石川県河北郡高松町+羽咋郡南大海村=河北郡高松町（新設）
  - 鹿児島県川辺郡加世田町+万世町=加世田市（新設/市制）
  - 鹿児島県伊佐郡菱刈町+本城村=伊佐郡菱刈町（新設）
- 7月17日
  - 千葉県匝瑳郡野田村+栄村=匝瑳郡野栄町（新設/町制）
- 7月20日
  - 新潟県佐渡郡河原田町+沢根町+二宮村+八幡村=佐渡郡佐和田町（新設）
  - 富山県東礪波郡福野町+西礪波郡東石黒村=東礪波郡福野町（新設）
  - 富山県西礪波郡津沢町+藪波村+水島村=西礪波郡砺中町（新設）
  - 高知県安芸郡和食村+馬ノ上村+西分村=安芸郡芸西村（新設）
  - 高知県高岡郡越知町+明治村=高岡郡越知町（編入）

## 8月
- 8月1日
  - 北海道上川郡名寄町+中川郡智恵文村=上川郡名寄町（新設）
  - 宮城県古川市+志田郡敷玉村（大幡・境野宮・宮内・楡木・師山・石森・下中目地区）=古川市（編入）
  - 宮城県加美郡中新田町+鳴瀬村+広原村=加美郡中新田町（新設）
  - 宮城県志田郡敷玉村（青生地区）+遠田郡小牛田町=遠田郡小牛田町（編入）
  - 山形県酒田市+飽海郡西荒瀬村=酒田市（編入）
  - 山形県西村山郡寒河江町+西根村+柴橋村+高松村+醍醐村=寒河江市（新設/市制）
  - 山形県北村山郡東根町+東郷村+高崎村+大富村+小田島村+長瀞村=北村山郡東根町（新設）
  - 山形県東田川郡大泉村+本郷村+東村=東田川郡朝日村（新設）
  - 山形県飽海郡遊佐町+稲川村+西遊佐村+蕨岡村+高瀬村+吹浦村=飽海郡遊佐町（新設）
  - 山形県飽海郡田沢村+北俣村+南平田村=飽海郡平田村（新設）
  - 栃木県宇都宮市+河内郡平石村=宇都宮市（編入）
  - 栃木県足利市+足利郡三重村+山前村=足利市（編入）
  - 栃木県芳賀郡逆川村+茂木町+中川村+須藤村=芳賀郡茂木町（新設）
  - 千葉県香取郡府馬町+山倉村+八都村=香取郡山田町（新設）
  - 千葉県安房郡千倉町+千歳村=安房郡千倉町（編入）
  - 新潟県岩船郡関谷村+女川村=岩船郡関川村（新設）
  - 富山県下新川郡大家庄村+山崎村+南保村+五箇庄村+泊町+宮崎村+境村=下新川郡朝日町（新設）
  - 富山県西礪波郡福岡町+五位山村+西五位村=西礪波郡福岡町（新設）
  - 福井県福井市+丹生郡西安居村=福井市（編入）
  - 長野県松本市+東筑摩郡新村+和田村+神林村+笹賀村+芳川村+寿村+岡田村+入山辺村+里山辺村+今井村=松本市（編入）
  - 長野県下高井郡木島村+瑞穂村+下水内郡飯山町+秋津村+柳原村+外様村+常盤村=飯山市（新設/市制）
  - 愛知県幡豆郡一色町+佐久島村=幡豆郡一色町（編入）
  - 愛知県幡豆郡豊坂村+額田郡幸田町=額田郡幸田町（新設）
  - 三重県津市+河芸郡白塚町+栗真村+安濃郡片田村=津市（編入）
  - 三重県鈴鹿市+河芸郡合川村+天名村+栄村=鈴鹿市（編入）
  - 三重県志摩郡波切町+船越村+名田村=志摩郡大王町（新設）
  - 三重県北牟婁郡引本町+相賀町+船津村+桂城村=北牟婁郡海山町（新設）
  - 兵庫県相生市+赤穂郡若狭野村+矢野村=相生市（編入）
  - 兵庫県川辺郡川西町+多田村+東谷村=川西市（新設/市制）
  - 兵庫県印南郡東志方村+西志方村+志方村=印南郡志方町（新設/町制）
  - 兵庫県飾磨郡谷外村+谷内村=飾磨郡飾東村（新設）
  - 和歌山県伊都郡隅田村+恋野村=伊都郡隅田村（新設）
  - 和歌山県日高郡南部町+岩代村=日高郡南部町（編入）
  - 広島県山県郡加計町+殿賀村=山県郡加計町（新設）
  - 高知県安芸郡安芸町+伊尾木村+川北村+東川村+畑山村+井ノ口村+土居村+赤野村=安芸市（新設/市制）
  - 高知県幡多郡清水町+下ノ加江町+三崎町+下川口町=土佐清水市（新設/市制）
- 8月8日
  - 山梨県北都留郡笹子村+初狩村+大月町+賑岡村+七保町+猿橋町+梁川村=大月市（新設/市制）
- 8月10日
  - 宮城県栗原郡築館町+玉沢村+宮野村+富野村=栗原郡築館町（新設）
  - 栃木県宇都宮市+芳賀郡清原村=宇都宮市（編入）
  - 愛知県西尾市+幡豆郡平坂町+寺津町+福地村+室場村=西尾市（編入）
  - 鳥取県西伯郡渡村+外江町+境町+上道村+余子村+中浜村=西伯郡境港町（新設）
- 8月15日
  - 滋賀県蒲生郡平田村+市辺村+玉緒村+神崎郡御園村+建部村+八日市町=八日市市（新設/市制）
- 8月17日
  - 山梨県南巨摩郡西島村+大須成村+静川村+曙村=南巨摩郡中富町（新設/町制）
- 8月20日
  - 福島県相馬郡新地村+福田村+駒ヶ嶺村=相馬郡新地村（新設）
- 8月31日
  - 大分県西国東郡香々地町+三浦村+三重村=西国東郡香々地町（新設）

## 9月
- 9月1日
  - 山形県最上郡東小国村+西小国村=最上郡最上町（新設/町制）
  - 福島県安積郡熱海町+丸守村=安積郡熱海町（新設）
  - 群馬県前橋市+勢多郡南橘村=前橋市（編入）
  - 埼玉県北埼玉郡羽生町+新郷村+須影村+岩瀬村+川俣村+井泉村+手子林村=羽生市（新設/市制）
  - 埼玉県児玉郡阿久原村+矢納村=児玉郡神泉村（新設）
  - 埼玉県南埼玉郡大山村（下大崎・柴山・荒井新田地区）+日勝村+篠津村=南埼玉郡白岡町（新設/町制）
  - 埼玉県南埼玉郡菖蒲町+三箇村+小林村+栢間村+大山村（上大崎地区）=南埼玉郡菖蒲町（新設）
  - 千葉県東葛飾郡田中村+柏町+土村+小金町=東葛市（新設/市制）
  - 千葉県千葉郡八千代町+印旛郡阿蘇村=千葉郡八千代町（編入）
  - 福井県大野郡勝山町+平泉寺村+村岡村+野向村+北谷村+荒土村+北郷村+鹿谷村+遅羽村=勝山市（新設/市制）
  - 岐阜県不破郡赤坂町+青墓村=不破郡赤坂町（新設）
  - 岐阜県不破郡関ケ原町+今須村+玉村+岩手村の一部=不破郡関ケ原町（新設）
  - 滋賀県甲賀郡信楽町+雲井村+小原村+朝宮村+多羅尾村=甲賀郡信楽町（新設）
  - 広島県佐伯郡玖波町+小方町+大竹町+栗谷村+友和村（松ヶ原地区）=大竹市（新設/市制）
  - 愛媛県喜多郡大洲町+平野村+南久米村+菅田村+大川村+柳沢村+新谷村+三善村+粟津村+上須戒村=大洲市（新設/市制）
  - 愛媛県喜多郡五十崎町+天神村+御祓村=喜多郡五十崎町（新設）
  - 高知県香美郡山田町+佐岡村+片地村+大楠植村+明治村+長岡郡新改村=香美郡土佐山田町（新設）
  - 高知県高岡郡別府村+長者村=高岡郡仁淀村（新設）
  - 琉球政府那覇市+首里市+島尻郡小禄村=那覇市（編入）
- 9月8日
  - 山梨県大月市+北都留郡富浜村=大月市（編入）
- 9月10日
  - 岐阜県関市+武儀郡富野村=関市（編入）
  - 岐阜県不破郡垂井町+宮代村+表佐村+府中村+岩手村+荒崎村（綾戸地区）=不破郡垂井町（新設）
  - 岐阜県恵那郡岩村町+本郷村=恵那郡岩村町（新設）
- 9月15日
  - 茨城県鹿島郡波野村+豊郷村+豊津村+鹿島町+高松村=鹿島郡鹿島町（新設）
  - 富山県西礪波郡福岡町+赤丸村=西礪波郡福岡町（編入）
- 9月19日
  - 和歌山県有田郡箕島町+保田村+宮原村+糸我村=有田郡有田町（新設）
- 9月20日
  - 岐阜県本巣郡船木村+鷺田村+川崎村=本巣郡巣南村（新設）
- 9月25日
  - 栃木県宇都宮市+河内郡横川村=宇都宮市（編入）
- 9月30日
  - 栃木県栃木市+下都賀郡大宮村+皆川村+吹上村+寺尾村=栃木市（編入）
  - 埼玉県北足立郡鴻巣町+常光村=鴻巣市（編入/市制）

## 10月
- 10月1日
  - 青森県北津軽郡五所川原町+栄村+中川村+三好村+長橋村+松島村+飯詰村=五所川原市（新設/市制）
  - 宮城県古川市+志田郡高倉村+栗原郡清滝村=古川市（編入）
  - 宮城県伊具郡角田町+枝野村+藤尾村+桜村+東根村+北郷村+西根村=伊具郡角田町（新設）
  - 秋田県秋田市+南秋田郡太平村+外旭川村+飯島村+下新城村+上新城村+河辺郡浜田村+豊岩村+仁井田村+四ツ小屋村+上北手村+下北手村+由利郡下浜村=秋田市（編入）
  - 秋田県山本郡八森村+岩館村=山本郡八森町（新設/町制）
  - 秋田県平鹿郡十文字町+三重村=平鹿郡十文字町（新設）
  - 山形県山形市+東村山郡高瀬村+楯山村+出羽村+明治村+大郷村+金井村+南村山郡滝山村+東沢村+南沼原村=山形市（編入）
  - 山形県米沢市+南置賜郡万世村+広幡村+六郷村+塩井村=米沢市（編入）
  - 山形県南村山郡上山町+西郷村+本庄村+東村+宮生村+中川村=上山市（新設/市制）
  - 山形県東村山郡天童町+成生村+蔵増村+津山村+寺津村+北村山郡山口村+田麦野村=東村山郡天童町（新設）
  - 山形県東村山郡山辺町+大寺村+中村+作谷沢村+相模村=東村山郡山辺町（新設）
  - 山形県東村山郡長崎町+豊田村=東村山郡中山町（新設）
  - 山形県西村山郡西里村+溝延村+谷地町+北谷地村=西村山郡河北町（新設）
  - 山形県西村山郡大井沢村+本道寺村+川土居村+西山村=西村山郡西川町（新設/町制）
  - 山形県西村山郡本郷村+七軒村=西村山郡漆川村（新設）
  - 山形県北村山郡福原村+尾花沢町+宮沢村+玉野村+常盤村=北村山郡尾花沢町（新設）
  - 山形県東置賜郡高畠町+二井宿村+屋代村+亀岡村+和田村=東置賜郡社郷町（新設）
  - 山形県西置賜郡蚕桑村+鮎貝村+荒砥町+十王村+白鷹村+東根村=西置賜郡白鷹町（新設）
  - 山形県西置賜郡豊原村+添川村+豊川村=西置賜郡飯豊村（新設）
  - 山形県東田川郡立谷沢村+清川村+狩川町=東田川郡立川町（新設）
  - 山形県飽海郡一條村+観音寺村+大沢村+日向村=飽海郡八幡町（新設/町制）
  - 福島県白河市+西白河郡小田川村=白河市（編入）
  - 福島県西白河郡川崎村+関平村=西白河郡泉崎村（新設）
  - 福島県石川郡浅川町+山白石村=石川郡浅川町（新設）
  - 福島県平市+石城郡豊間町+高久村+夏井村+草野村=平市（編入）
  - 茨城県結城郡石下町+豊田村+岡田村+飯沼村+玉村の一部=結城郡石下町（編入）
  - 茨城県結城郡宗道村+玉村の一部=結城郡宗道村（編入）
  - 栃木県宇都宮市+河内郡瑞穂野村=宇都宮市（編入）
  - 栃木県鹿沼市+上都賀郡東大芦村+菊沢村+板荷村+北押原村+西大芦村+加蘇村+北犬飼村=鹿沼市（新設）
  - 群馬県桐生市+山田郡梅田村+相生村+川内村の一部=桐生市（編入）
  - 群馬県多野郡鬼石町+三波川村+美原村=多野郡鬼石町（新設）
  - 群馬県山田郡大間々町+福岡村+川内村の一部=山田郡大間々町（編入）
  - 埼玉県児玉郡東児玉村+松久村+大沢村=児玉郡美里村（新設）
  - 埼玉県北埼玉郡騎西町+田ヶ谷村+種足村+鴻茎村=北埼玉郡騎西町（新設）
  - 千葉県山武郡成東町+大富村+南郷村=山武郡成東町（新設）
  - 千葉県君津郡久留里町+松丘村+亀山村=君津郡上総町（新設）
  - 東京都新島本村+若郷村=新島本村（編入）
  - 東京都三根村+樫立村+中之郷村+末吉村+鳥打村=八丈村（新設）
  - 新潟県糸魚川市+西頸城郡今井村の一部=糸魚川市（編入）
  - 新潟県西頸城郡磯部村+能生町+能生谷村+木浦村=西頸城郡能生町（新設）
  - 新潟県西頸城郡青海町+歌外波村+市振村+上路村+今井村の一部=西頸城郡青海町（編入）
  - 新潟県岩船郡館腰村+三面村+高根村+猿沢村+塩野町村=岩船郡朝日村（新設）
  - 富山県西礪波郡石動町+北蟹谷村=西礪波郡石動町（編入）
  - 石川県羽咋郡志加浦村+堀松村+加茂村+土田村+上熊野村=羽咋郡志賀町（新設/町制）
  - 長野県小県郡丸子町+東内村+西内村=小県郡丸子町（編入）
  - 長野県埴科郡埴生町+杭瀬下村=埴科郡埴生町（新設）
  - 岐阜県大垣市+不破郡荒崎村=大垣市（編入）
  - 三重県鈴鹿郡亀山町+昼生村+井田川村+川崎村+野登村=亀山市（新設/市制）
  - 三重県安濃郡辰水村+長野村+高宮村=安濃郡美里村（新設）
  - 三重県阿山郡河合村+玉滝村=阿山郡阿拝村（新設）
  - 滋賀県栗太郡治田村+葉山村+金勝村+大宝村=栗太郡栗東町（新設/町制）
  - 滋賀県東浅井郡湯田村+田根村+下草野村+七尾村=東浅井郡浅井町（新設/町制）
  - 京都府久世郡佐山村+御牧村=久世郡久御山町（新設/町制）
  - 京都府綴喜郡八幡町+都々城村+有智郷村=綴喜郡八幡町（編入）
  - 兵庫県宍粟郡山崎町+菅野村=宍粟郡山崎町（編入）
  - 兵庫県美方郡大庭村+浜坂町+西浜村=美方郡浜坂町（新設）
  - 兵庫県美方郡温泉町+照来村+八田村=美方郡温泉町（新設）
  - 奈良県高市郡船倉村+越智岡村+高取町=高市郡高取町（新設）
  - 和歌山県日高郡松原村+和田村+三尾村=日高郡美浜町（新設/町制）
  - 和歌山県日高郡内原村+志賀村+比井崎村=日高郡日高町（新設/町制）
  - 島根県邑智郡桜江村+那賀郡今市村+木田村+和田村+都川村=那賀郡旭村（新設）
  - 岡山県邑久郡牛窓町+鹿忍町+長浜村=邑久郡牛窓町（新設）
  - 山口県宇部市+吉敷郡東岐波村+厚狭郡厚東村+二俣瀬村+小野村=宇部市（編入）
  - 山口県豊浦郡殿居村+豊田中村+西市町+豊田下村=豊浦郡豊田町（新設）
  - 山口県美祢郡大田町+綾木村+真長田村+赤郷村=美祢郡美東町（新設）
  - 香川県小豆郡池田町+二生村+三都村=小豆郡池田町（新設）
  - 香川県木田郡平井町+神山村+田中村+氷上村+下高岡村=木田郡三木町（新設）
  - 愛媛県松山市+温泉郡余土村=松山市（編入）
  - 高知県高岡郡須崎町+多ノ郷村+浦ノ内村+吾桑村+上分村=須崎市（新設/市制）
  - 高知県吾川郡伊野町+神谷村=吾川郡伊野町（編入）
  - 福岡県福岡市+筑紫郡曰佐村+早良郡田隈村=福岡市（編入）
  - 佐賀県佐賀市+佐賀郡北川副村+本庄村+鍋島村+金立村+久保泉村=佐賀市（編入）
  - 熊本県熊本市+上益城郡秋津村=熊本市（編入）
  - 熊本県飽託郡走潟村+宇土郡宇土町+不知火村（伊無田地区）=宇土郡宇土町（編入）
  - 熊本県玉名郡小天村+玉水村=玉名郡天水村（新設）
  - 熊本県八代郡柿迫村+栗木村+久連子村+椎原村+仁田尾村+葉木村+樅木村+下岳村=八代郡泉村（新設）
  - 大分県中津市+下毛郡和田村=中津市（編入）
  - 大分県西国東郡田原村+朝田村=西国東郡大田村（新設）
  - 大分県大分郡石城川村+由布川村+挾間村+谷村=大分郡挾間村（新設）
- 10月5日
  - 千葉県夷隅郡上瀑村+総元村+西畑村+老川村+大多喜町=夷隅郡大多喜町（新設）
  - 福井県坂井郡吉崎村+細呂木村+坪江村+伊井村+金津町=坂井郡金津町（新設）
  - 愛知県知多郡武豊町+富貴村=知多郡武豊町（新設）
- 10月9日
  - 鹿児島県出水市+出水郡大川内村=出水市（編入）
- 10月10日
  - 山梨県北巨摩郡韮崎町+穂坂村+藤井村+清哲村, 神山村+大草村+竜岡村+旭村+中田村+穴山村+円野村=韮崎市（新設/市制）
  - 愛媛県北宇和郡成妙村+三間村+二名村=北宇和郡三間町（新設/町制）
  - 福岡県京都郡行橋町+蓑島村+今元村+仲津村+泉村+今川村+稗田村+延永村+椿市村=行橋市（新設/市制）
- 10月15日
  - 三重県松阪市+一志郡阿坂村+松ヶ崎村+飯南郡花岡町+西黒部村+港村+松尾村+多気郡東黒部村=松阪市（編入）
  - 三重県河芸郡豊津村+上野村+黒田村=河芸郡河芸町（新設/町制）
  - 滋賀県栗太郡志津村+草津町+老上村+山田村+笠縫村+常盤村=草津市（新設/市制）
  - 高知県高岡郡日下村+能津村+加茂村の一部=高岡郡日高村（新設）
  - 鹿児島県薩摩郡宮之城町+佐志村=薩摩郡宮之城町（編入）
- 10月17日
  - 山梨県甲府市+西山梨郡山城村+住吉村+朝井村+玉諸村+甲運村+千代田村+能泉村+中巨摩郡大鎌田村+二川村+宮本村=甲府市（編入）
  - 山梨県中巨摩郡敷島町+睦沢村+清川村+吉沢村=中巨摩郡敷島町（新設）
  - 香川県丸亀市+仲多度郡郡家村=丸亀市（編入）
- 10月31日
  - 三重県南牟婁郡井田村+御船村+相野谷村=南牟婁郡紀宝町（新設/町制）

## 11月
- 11月1日
  - 山形県山形市+南村山郡金井村=山形市（編入）
  - 山形県米沢市+南置賜郡三沢村+窪田村=米沢市（編入）
  - 山形県寒河江市+西村山郡白岩町+三泉村=寒河江市（編入）
  - 山形県北村山郡楯岡町+西郷村+大倉村+大久保村+富本村+戸沢村=村山市（新設/市制）
  - 山形県西村山郡大谷村+宮宿町+西五百川村=西村山郡朝日町（新設）
  - 福島県郡山市+安積郡富田村=郡山市（編入）
  - 福島県大沼郡本郷町+玉路村=大沼郡本郷町（新設）
  - 福島県双葉郡熊町村+大野村=双葉郡大熊町（新設/町制）
  - 茨城県土浦市+新治郡上大津村=土浦市（編入）
  - 茨城県那珂郡勝田町+佐野村=勝田市（編入/市制）
  - 栃木県宇都宮市+河内郡城山村+国本村+富屋村+豊郷村+篠井村（篠井・石名田・上小池・下小池・飯山地区）=宇都宮市（編入）
  - 栃木県足利市+足利郡北郷村+名草村=足利市（編入）
  - 栃木県今市市+河内郡篠井村（小林・塩野室・沓掛・嘉多蔵・沢又・矢野口地区）+大沢村=今市市（編入）
  - 千葉県東葛市+東葛飾郡富勢村の一部=東葛市（編入）
  - 千葉県東葛飾郡我孫子町+富勢村の一部=東葛飾郡我孫子町（編入）
  - 千葉県印旛郡八街町+川上村=印旛郡八街町（新設）
  - 新潟県新潟市+北蒲原郡南浜村+濁川村+西蒲原郡坂井輪村=新潟市（編入）
  - 新潟県長岡市+三島郡日越村+王寺川村+古志郡十日町村+山本村+黒条村+新組村+福戸村+下川西村+六日市村の一部=長岡市（編入）
  - 新潟県三条市+南蒲原郡本成寺村+大崎村=三条市（編入）
  - 新潟県小千谷市+古志郡六日市村（横渡・浦柄地区）+東山村の一部=小千谷市（編入）
  - 新潟県中頸城郡新井町+矢代村+斐太村+鳥坂村+水上村+泉村+上郷村+平丸村+和田村の一部=新井市（新設/市制）
  - 新潟県古志郡東山村の一部+北魚沼郡川口村=北魚沼郡川口村（編入）
  - 新潟県東頸城郡牧村+沖見村=東頸城郡牧村（新設）
  - 石川県石川郡美川町+蝶屋村+能美郡湊村=石川郡美川町（新設）
  - 石川県石川郡鶴来町+林村+蔵山村+一ノ宮村+館畑村=石川郡鶴来町（新設）
  - 長野県上高井郡小布施町+都住村=上高井郡小布施町（新設）
  - 岐阜県郡上郡嵩田村+下川村=郡上郡美並村（新設）
  - 三重県志摩郡鳥羽町+加茂村+長岡村+鏡浦村+桃取村+答志村+菅島村+神島村=鳥羽市（新設/市制）
  - 岡山県勝田郡勝田町+英田郡粟広村（長谷内・馬形・宗掛地区）=勝田郡勝田町（編入）
  - 岡山県英田郡美作町+粟広村（田殿地区）=英田郡美作町（編入）
  - 山口県下松市+都濃郡米川村=下松市（編入）
  - 愛媛県宇摩郡川之江町+金生町+上分町+妻鳥村+金田村+川滝村=川之江市（新設/市制）
  - 愛媛県宇摩郡松柏村+三島町+寒川町+豊岡村+富郷村+金砂村=伊予三島市（新設/市制）
  - 佐賀県唐津市+東松浦郡鏡村+久里村+鬼塚村+湊村=唐津市（編入）
  - 熊本県菊池郡砦村+加茂川村+清泉村=菊池郡七城村（新設）
  - 熊本県天草郡宮地村+中田村+碇石村+大多尾村=天草郡新和村（新設）
  - 熊本県天草郡一町田村+新合村+富津村=天草郡河浦町（新設/町制）
  - 大分県大分郡東庄内村+西庄内村+南庄内村+阿南村+阿蘇野村=大分郡庄内村（新設）
- 11月2日
  - 茨城県真壁郡真壁町+長讃村の一部=真壁郡真壁町（編入）
  - 茨城県真壁郡大村町+長讃村の一部=真壁郡大村町（編入）
- 11月3日
  - 岩手県九戸郡久慈町+長内町+大川目村+夏井村+宇部村+侍浜村+山根村=久慈市（新設/市制）
  - 宮城県本吉郡柳津町+横山村=本吉郡津山町（新設）
  - 茨城県東茨城郡磯浜町+大貫町=東茨城郡大洗町（新設）
  - 茨城県稲敷郡江戸崎町+君賀村+沼里村+鳩崎村+高田村=稲敷郡江戸崎町（新設）
  - 茨城県真壁郡大村町+上野村+鳥羽村+村田村=真壁郡明野町（新設）
  - 栃木県下都賀郡壬生町+稲葉村=下都賀郡壬生町（新設）
  - 栃木県下都賀郡石橋町+姿村=下都賀郡石橋町（新設）
  - 栃木県那須郡那須町+芦野町+伊王野村=那須郡那須町（新設）
  - 埼玉県熊谷市+大里郡奈良村+別府村+三尻村=熊谷市（編入）
  - 埼玉県秩父市+秩父郡久那村=秩父市（編入）
  - 埼玉県比企郡福田村+宮前村=比企郡滑川村（新設）
  - 埼玉県比企郡中山村+伊草村+三保谷村+出丸村+八ツ保村+小見野村=比企郡川島村（新設）
  - 埼玉県大里郡新会村+八基村=大里郡豊里村（新設）
  - 埼玉県南埼玉郡桜井村+新方村+増林村+大袋村+荻島村+出羽村+蒲生村+大相模村+越ヶ谷町+大沢町=南埼玉郡越谷町（新設）
  - 埼玉県北葛飾郡行幸村+幸手町+上高野村+権現堂川村+吉田村=北葛飾郡幸手町（新設）
  - 千葉県木更津市+君津郡鎌足村=木更津市（編入）
  - 千葉県市原郡五井町+東海村=市原郡五井町（新設）
  - 新潟県加茂市+中蒲原郡七谷村=加茂市（編入）
  - 新潟県中蒲原郡五泉町+巣本村+川東村+橋田村=五泉市（新設/市制）
  - 新潟県佐渡郡両津町+加茂村+河崎村+水津村+岩首村+内海府村+吉井村の一部=両津市（新設/市制）
  - 新潟県西蒲原郡地蔵堂町+国上村+島上村=西蒲原郡分水町（新設）
  - 新潟県西蒲原郡吉田町+米納津村+粟生津村=西蒲原郡吉田町（新設）
  - 新潟県佐渡郡吉井村（吉井・吉井本郷・大和・安養寺・三瀬川・水渡田地区）+金沢村=佐渡郡金井村（新設）
  - 石川県江沼郡動橋町+分校村=江沼郡動橋町（新設）
  - 石川県石川郡松任町+石川村+柏野村+笠間村+宮保村+一木村+出城村+御手洗村+旭村+中奥村+林中村=石川郡松任町（新設）
  - 石川県羽咋郡富来町+福浦村+熊野村+稗造村+東増穂村+西増穂村+西海村+西浦村=羽咋郡富来町（新設）
  - 石川県羽咋郡上甘田村+一ノ宮村+越路野村+富永村+粟ノ保村+千里浜村+羽咋町+下甘田村の一部=羽咋郡羽咋町（新設）
  - 石川県羽咋郡柏崎村+末森村+北荘村+中荘村+北大海村=羽咋郡押水町（新設/町制）
  - 山梨県西八代郡大塚村+上野村+下九一色村の一部=西八代郡三珠町（新設/町制）
  - 山梨県西八代郡古関村+下九一色村の一部=西八代郡古関村（編入）
  - 長野県南安曇郡穂高町+有明村+西穂高村+北穂高村=南安曇郡穂高町（新設）
  - 岐阜県海津郡城山町+養老郡池辺村の一部=海津郡城山町（編入）
  - 岐阜県養老郡池辺村の一部+高田町+養老村+広幡村+上多度村+笠郷村+小畑村+多芸村+日吉村+不破郡合原村の一部=養老郡養老町（新設）
  - 岐阜県本巣郡穂積町+本田村+牛牧村+生津村（馬場・生津地区）=本巣郡穂積町（新設）
  - 静岡県磐田郡袋井町+今井村=磐田郡袋井町（編入）
  - 三重県南牟婁郡木本町+荒坂村+新鹿村+泊村+有井村+神川村+五郷村+飛鳥村=熊野市（新設/市制）
  - 三重県員弁郡大長村+稲部村+神田村=員弁郡東員村（新設）
  - 滋賀県愛知郡東押立村+西押立村+豊椋村=愛知郡湖東町（新設/町制）
  - 滋賀県高島郡広瀬村+安曇町+青柳村+本庄村=高島郡安曇川町（新設）
  - 京都府与謝郡伊根村+朝妻村+本庄村+筒川村=与謝郡伊根町（新設/町制）
  - 島根県飯石郡吉田村+田井村=飯石郡吉田村（新設）
  - 広島県佐伯郡深江村+大柿町+飛渡瀬村=佐伯郡大柿町（新設）
  - 広島県山県郡八重町+壬生町+南方村+本地村+川迫村=山県郡千代田町（新設）
  - 広島県豊田郡船木村+本郷町+北方村+南方村=豊田郡本郷町（新設）
  - 広島県神石郡高光村+牧村=神石郡神石町（新設/町制）
  - 宮崎県南那珂郡福島町+大束村+本城村+都井村+市木村=串間市（新設/市制）
- 11月5日
  - 岐阜県海津郡城山町+石津村+養老郡下多度村=海津郡南濃町（新設）
- 11月15日
  - 山形県西置賜郡長井町+長井村+西根村+平野村+伊佐沢村+豊田村=長井市（新設/市制）
  - 千葉県市原郡牛久町+鶴舞町+戸田村+内田村+平三村=市原郡南総町（新設）
- 11月18日
  - 富山県西礪波郡砺中町+東蟹谷村=西礪波郡砺中町（新設）
- 11月20日
  - 富山県下新川郡朝日町+野中村=下新川郡朝日町（編入）
- 11月23日
  - 茨城県多賀郡高萩町+松岡町+高岡村+黒前村の一部+櫛形村の一部=高萩市（新設/市制）
  - 茨城県西茨城郡岩間町+南川根村=西茨城郡岩間町（新設）

## 12月
- 12月1日
  - 青森県八戸市+三戸郡是川村=八戸市（編入）
  - 岩手県上閉伊郡遠野町+綾織村+小友村+附馬牛村+松崎村+土淵村+青笹村+上郷村=遠野市（新設/市制）
  - 宮城県伊具郡丸森町+金山町+筆甫村+大内村+小斎村+舘矢間村+大張村+耕野村=伊具郡丸森町（新設）
  - 宮城県栗原郡若柳町+有賀村+大岡村+畑岡村=栗原郡若柳町（新設）
  - 山形県酒田市+東田川郡新堀村+広野村+西田川郡袖浦村+飽海郡東平田村+北平田村+中平田村+上田村+本楯村+南遊佐村=酒田市（編入）
  - 山形県村山市+北村山郡袖崎村=村山市（編入）
  - 山形県最上郡舟形村+堀内村=最上郡舟形町（新設/町制）
  - 山形県最上郡鮭川村+豊里村+豊田村=最上郡鮭川村（新設）
  - 山形県東田川郡大和村+十六合村+八栄里村+常万村+余目町+栄村=東田川郡余目町（新設）
  - 山形県東田川郡長沼村+八栄島村+藤島町+東栄村=東田川郡藤島町（新設）
  - 山形県東田川郡山添村+黒川村=東田川郡櫛引村（新設）
  - 山形県西田川郡念珠関村+福栄村+温海町+山戸村=西田川郡温海町（新設）
  - 茨城県石岡市+新治郡三村+関川村=石岡市（編入）
  - 茨城県真壁郡真壁町+谷貝村+紫尾村+樺穂村=真壁郡真壁町（新設）
  - 茨城県真壁郡古里村+新治村+小栗村=真壁郡協和村（新設）
  - 栃木県那須郡大田原町+親園村+金田村=大田原市（新設/市制）
  - 千葉県印旛郡白井村+永治村（平塚・谷田・清戸・十余一地区）=印旛郡白井村（編入）
  - 千葉県印旛郡木下町+大森町+船穂村+永治村の一部=印旛郡印西町（新設）
  - 千葉県山武郡大網町+増穂村+白里町=山武郡大網白里町（新設）
  - 千葉県長生郡太東村+夷隅郡古沢村=夷隅郡太東町（新設/町制）
  - 神奈川県小田原市+足柄下郡上府中村+酒匂町+国府津町+下曾我村+片浦村=小田原市（編入）
  - 神奈川県中郡大磯町+国府町=中郡大磯町（新設）
  - 神奈川県中郡伊勢原町+大山村+高部屋村+比々多村+成瀬村+大田村=中郡伊勢原町（新設）
  - 新潟県十日町市+中魚沼郡吉田村=十日町市（編入）
  - 新潟県東蒲原郡上条村+西川村+東川村=東蒲原郡上川村（新設）
  - 新潟県岩船郡保内村+金屋村=岩船郡荒川町（新設/町制）
  - 岐阜県不破郡垂井町+合原村=不破郡垂井町（編入）
  - 三重県志摩郡和具町+片田村+布施田村+越賀村+御座村=志摩郡志摩町（新設）
  - 滋賀県伊香郡北富永村+南富永村+古保利村=伊香郡高月町（新設/町制）
  - 滋賀県伊香郡杉野村+高時村+木之本町+伊香具村=伊香郡木之本町（新設）
  - 京都府与謝郡桑飼村+与謝村+加悦町=与謝郡加悦町（新設）
  - 兵庫県加東郡小野町+河合村+来住村+市場村+大部村+下東条村=小野市（新設/市制）
  - 和歌山県日高郡上南部村+高城村+清川村=日高郡南部川村（新設）
  - 島根県鹿足郡六日市町+朝倉村+蔵木村=鹿足郡六日市町（新設）
  - 岡山県倉敷市+児島郡藤戸町=倉敷市（編入）
  - 山口県都濃郡須々万村+中須村+長穂村=都濃郡都濃町（新設/町制）
  - 福岡県浮羽郡田主丸町+水分村+筑陽村+水縄村+竹野村+船越村の一部=浮羽郡田主丸町（新設）
  - 熊本県下益城郡松橋町+豊川村+豊福村+当尾村=下益城郡松橋町（新設）
  - 鹿児島県薩摩郡求名村+中津川村+永野村=薩摩郡薩摩町（新設/町制）
- 12月10日
  - 福島県安積郡永盛町+豊田村=安積郡安積町（新設）
  - 茨城県東茨城郡白河村+橘村+小川町=東茨城郡小川町（新設）
  - 富山県上新川郡大沢野町+大久保町=上新川郡大沢野町（編入）
  - 山梨県東八代郡一宮村+相興村+浅間村=東八代郡一宮町（新設/町制）
- 12月15日
  - 青森県南津軽郡浪岡町+女鹿沢村+野沢村+大杉村+五郷村=南津軽郡浪岡町（新設）
  - 岐阜県郡上郡八幡町+川合村+相生村+口明方村+西和良村=郡上郡八幡町（新設）
  - 滋賀県伊香郡余呉村+丹生村+片岡村=伊香郡余呉村（新設）
  - 京都府相楽郡西和束村+中和束村+東和束村=相楽郡和束町（新設/町制）
- 12月20日
  - 長野県北佐久郡岩村田町+平根村+高瀬村+中佐都村=北佐久郡浅間町（新設）
  - 三重県阿山郡阿拝村+鞆田村=阿山郡阿山村（新設）
  - 大分県大野郡上井田村+西大野村=大野郡朝地村（新設）
- 12月31日
  - 栃木県大田原市+那須郡野崎村（薄葉・平沢・上石上・下石上地区）=大田原市（編入）
  - 栃木県塩谷郡矢板町+那須郡野崎村（沢・豊田・成田地区）=塩谷郡矢板町（編入）